# Старий Майдан (Володавський повіт)
Старий Майдан (пол. Stary Majdan) — село в Польщі, у гміні Ганськ Володавського повіту Люблінського воєводства.
Населення — 59 осіб (2011).
У 1975-1998 роках село належало до Холмського воєводства.

## Демографія
Демографічна структура станом на 31 березня 2011 року:
|          | Загалом | Допрацездатний вік | Працездатний вік | Постпрацездатний вік |
| -------- | ------- | ------------------ | ---------------- | -------------------- |
| Чоловіки | 32      | 6                  | 21               | 5                    |
| Жінки    | 27      | 6                  | 10               | 11                   |
| Разом    | 59      | 12                 | 31               | 16                   |